# Сейсмічне зондування
Сейсмічне зондування (рос. сейсмическое зондирование, англ. seismic sounding, нім. seismische Sondieren, seismische Vertikalprofilierung) — один з видів сейсмічної розвідки, призначений для визначення положення сейсмічних меж в одній точці або на короткому відрізку вздовж лінії профілю і за досліджуваною площею.
Застосовується при регіональних дослідженнях, часто у поєднанні з неперервним профілюванням.
Розрізняють глибинне сейсмічне зондування (порядка тисяч км).